# L'Exorciste (roman)
Pour les articles homonymes, voir L'Exorciste et Exorciste (homonymie).
Cet article concerne le livre. Pour le film tiré du livre, voir L'Exorciste (film). Pour la série télévisée, voir L'Exorciste (série télévisée).
L'Exorciste (titre original : The Exorcist) est un roman de William Peter Blatty publié en 1971. Inspiré d'un cas supposé de possession démoniaque ayant donné lieu a un exorcisme dont Blatty avait eu vent quand il était étudiant en 1950, le roman raconte l'histoire d'une jeune fille, Regan MacNeil, possédée par un démon, et des exorcistes Lankester Merrin et Damien Karras qui tentent de l'exorciser.
Au-delà du contexte d'épouvante, le livre comporte une grande profondeur psychologique, ce qui explique mal l'insuccès auprès de la critique. 
Best-seller pendant un an et demi vendu à 13 millions d'exemplaires, uniquement sur le sol américain et traduit en 18 langues, le roman a été l'objet d'une adaptation cinématographique, L'Exorciste, réalisée en 1973 par William Friedkin.